# Olcott Hawthorne Deming
Olcott Hawthorne Deming (* 28. Februar 1909 im Westchester County, New York; † 20. März 2007 in Washington, D.C.) war ein Botschafter der Vereinigten Staaten.

## Leben
Deming war ein Urenkel von Nathaniel Hawthorne. Die Eltern von Olcott Hawthorne Deming waren Imogen Hawthorne und der Arzt William Champion Deming, er hatte sechs Geschwister. Seine Kinder sind Rust Macpherson Deming  (* 1941 in Bethesda), von 2000 bis 2003 Botschafter in Tunesien, John Hawthorne Deming (* Washington) und Rosamond Bennett Deming aus Madrid. Er schloss sein Studium am Rollins College 1935 ab und arbeitete bei der Tennessee Valley Authority und als Lehrer in Greenwich, Connecticut.
1942 wurde er im Office of Inter-American Affairs des State Department angestellt. Deming trat 1948 in den auswärtigen Dienst. Von 1951 bis 1954 war er Konsul in Bangkok. Von 1955 bis 1957 war er Konsul in Tokio, wo er den Fuji bestieg. Von 1957 bis 1959 war er Generalkonsul in Okinawa, das unter US-Militärverwaltung stand. Er erreichte, dass für die US-Basen Pachtgebühren entrichtet wurden. Ab 1959 leitete er die Abteilung Ost- und Südafrika im State Departement. 1963 war er Generalkonsul in Kampala, als seine Gesandtschaft zur Botschaft aufgewertet wurde. Als Botschafter betreute er eine der ambitioniertesten Missionen der United States Agency for International Development in einem Sub-Sahara-Land.
Deming wurde 1969 in den Ruhestand versetzt. Später wurde er Mitarbeiter bei der American Foreign Service Association. Er war ein bekennender Gegner der präsidialen Praxis, politische Botschafter zu ernennen statt Botschafter mit Beamtenlaufbahn. In den 1970er Jahren war er Vorsitzender der Georgetown Citizens Association, einer Bürgerinitiative, die sich gegen einen Buchladen für Erwachsene, die Vermietung von Untergeschossen und städtebaulicher Verdichtung der Uferpromenade. Er starb an einer Vergiftung in einem Hospiz in Washington.